# 張嗣祖
張嗣祖（1351年—1423年），字伯頴，江西吉水縣人。明朝政治人物。

## 生平
洪武十七年（1384年）舉人，歷任陽山、蕪湖縣教諭。永樂初年，擢翰林博士，與修《高祖實錄》、《永樂大典》，累陞翰林院修撰，署南京翰林院事。永樂二十一年（1423年）卒，年七十三。有《澹齋集》。